# Паненки
Паненки (укр. Паненки) — село,
Шиловский сельский совет,
Решетиловский район,
Полтавская область,
Украина.
Код КОАТУУ — 5324285703. Население по переписи 2001 года составляло 137 человек.
Найдены на трехверстовке Полтавовской области. Военно-топографическая карта.1869 года как хутора Каленицкие

## Географическое положение
Село Паненки находится на левом берегу реки Саврай,
выше по течению на расстоянии в 2,5 км расположено село Онищенки,
ниже по течению на расстоянии в 3 км расположено село Каленики.
Река в этом месте сильно заболочена.